# فاليريا ميزا
فاليريا ميزا (بالإسبانية: Valeria Meza)‏ (8 نوفمبر 1999 بسابوبان في المكسيك - ) هي لاعبة كرة قدم مكسيكية في مركز الدفاع.

## وصلات خارجية
- فاليريا ميزا على موقع بطولة كرة القدم المكسيكية للسيدات (الإسبانية)